# Mineralwassersteuer

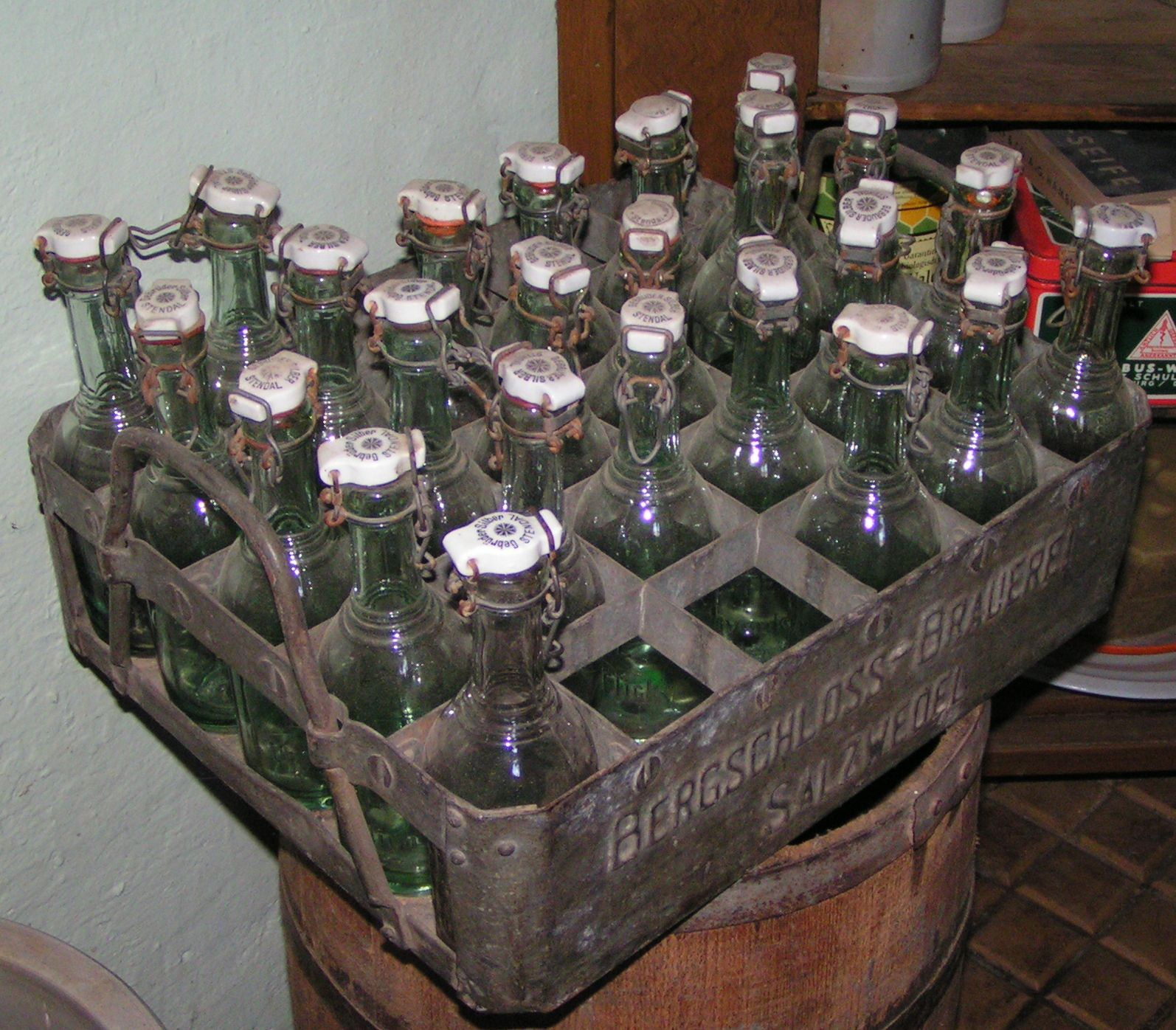
Flaschen mit Seltersverschluss in einem historischen Bierkasten

Die Mineralwassersteuer ist eine historische Verbrauchssteuer, mit der in Deutschland nicht nur Mineralwasser, sondern auch Limonaden und bierähnliche Getränke besteuert wurden. Vorausgegangen war diesem Gesetz die Verordnung über Bier und bierähnliche Getränke vom 24. Januar 1918, wonach Brauereien nur noch Biere mit maximal 3 % Stammwürze erzeugen durften.

## Deutschland
Das erste Mineralwassersteuergesetz wurde am 26. Juli 1918 vom Reichstag verabschiedet und trat zum 3. September 1918 in Kraft. Diese Steuer wurde am 1. Mai 1922 auf das Doppelte angehoben und durch ein Gesetz vom 11. August 1923 mit Wirkung zum 1. September 1923 wieder aufgehoben, da sie die Erhebungskosten durch die hyperinflationäre Geldentwertung nicht deckte. Aber auch danach wurde Mineralwasser in einzelnen besonders belasteten Gemeinden im Rahmen der Getränkesteuer besteuert. Das erste Mineralwassersteuergesetz führte im Rahmen der sonstigen wirtschaftlichen Entwicklung in Deutschland zu einer Verminderung der Mineralwasserfabriken, -brunnen und Heilquellen von 1918 noch 11.389 zu 1925 nur noch 3.639 Betrieben; gleichzeitig sank auch der gesamtstaatliche Ausstoß an Süßgetränken von über 3,857 Millionen Hektolitern 1919/20 auf unter eine Million Hektolitern 1922/23.
Das zweite Mineralwassersteuergesetz wurde am 15. April 1930 vom Reichstag verabschiedet. Die Einnahmen sollten überwiegend den Gemeinden zugutekommen, die durch die seit dem Winter 1929 erheblich anwachsenden Ausgaben für die Erwerbslosenwohlfahrt stark belastet waren, und eine Verbesserung des Volksschullastenausgleichs bewirken. Auf Vorschlag des Reichsministers der Finanzen wurde die Steuer durch Kabinettsorder für die Zeit vom 1. Januar 1932 bis 31. Dezember 1933 außer Kraft gesetzt. Sie hatte bis dahin nur 12 Millionen statt der erhofften 40 Millionen Reichsmark erbracht. Am 15. November 1933 wurde das Mineralwassersteuergesetz durch eine NS-Verordnung aufgehoben.
Die Regelungen betreffs bierähnlicher Getränke wurden 1918 aus dem Brausteuergesetz von 1909 übernommen; gemeinsam mit dem Mineralwassersteuergesetz wurde am 26. Juli 1918 auch ein erstes Biersteuergesetz für Deutschland verabschiedet, durch das nun verboten wurde, Getränke mit weniger als 3 % Stammwürze als Bier zu bezeichnen. Mit der Aufhebung der Mineralwassersteuergesetze wurde jeweils die Besteuerung bierähnlicher Getränke wieder ins aktualisierte Biersteuerrecht übernommen. Dazu gehörte dann zeitweise auch in Bierflaschen abgefülltes Wasser wie auch unvergorene Getränke, die aus Malzextrakt hergestellt wurden (Malzbier) und Bier-Limonaden. Die Deutungshoheit, was denn konkret jeweils als bierähnliches Getränk zu besteuern war, lag beim Reichs- und anschließend bis zur Neufassung des Biersteuergesetzes 1993, bei der bierähnlicher Getränke aus dem Gesetz gestrichen wurden, beim Bundesfinanzministerium.

## Österreich
In Österreich wurde am 6. Februar 1919 eine Steuer auf Mineralwasser eingeführt; ab 1922 betrug sie 10 % auf den Verkaufspreis.
Bereits am 28. Juli 1917 hatte das österreich-ungarische Finanzministerium zusammen mit den Ministerien des Inneren, des Handels sowie dem Amt für Volksernährung eine Verordnung betreffend die Erzeugung von Bierersatz erlassen, in dem Getränke definiert und der Besteuerung unterworfen wurden, „welche aus Wasser und Hopfen (Hopfenextrakt) oder einem Hopfen ersetzenden Bitterstoffe sowie aus sonstigen Beigaben unter Zusatz von Kohlensäure bereitet werden und nach Aussehen und Geschmack bierähnlich, jedoch nicht Bier (Bierwürze) sind“.